# Anna Marín
Anna Marín (Figueres, 1965) és una artista catalana. Les seves obres tracten, d'ençà que va fer una visita el nord d'Àfrica, sobre temes relacionats amb el racisme, la immigració i la multiculturalitat. Ha exposat a diversos llocs, entre els quals destaquen l'Espai 13 de la Fundació Joan Miró. La seva exposició, anomenada Sic trànsit, tractà sobre la figura de l'immigrant i la pèrdua de les seves arrels. En la seva exposició va col·locar tones d'agulles a terra per representar el mar. La mostra partia d'una frase de l'escriptor Luis Goytisolo: «Les aigües de Gibraltar no es poden convertir en un nou mur de Berlín, ni el teló d'or de l'Europa comunitària en un succedani del desaparegut teló d'acer.» L'espai estava cobert per un mar d'agulles metàl·liques. Uns focus en moviment figuraven la vigilància contínua, el control, a què se sotmet l'Estret.